# Étienne Martin
Étienne Martin (ook bekend als Étienne-Martin of Henri Étienne-Martin) (Loriol-sur-Drôme, 4 februari 1913 – Parijs, 21 maart 1995) was een Franse beeldhouwer en objectkunstenaar.

## Leven en werk
Martin studeerde van 1929 tot 1933 aan de École des Beaux-Arts de Lyon in Lyon. Hij ging in 1934 naar Parijs waar hij werkte in het atelier van Charles Malfray aan de Académie Ranson, waar hij kennismaakte met de kunstenaars van de École de Paris (onder anderen Roger Bissière, Jean Le Moal, Alfred Manessier en François Stahly). Hij werd lid van de in 1936 in Lyon gestichte kunstenaarsgroepering Témoignage en nam deel aan de groepsexposities van 1938 en 1939 in Parijs. Hij had een atelier in de Rue du Pot-de-Fer. Bij het uitbreken van de Tweede Wereldoorlog werd hij gemobiliseerd en kwam hij in Duitse krijgsgevangenschap, waaruit hij in 1941 werd bevrijd. In 1942 vestigde hij zich in Oppède, in 1943 verhuisde hij naar Dieulefit en in 1944 naar Mortagne-au-Perche.
In 1947 keerde Martin terug naar Parijs, waar hij Constantin Brâncuşi en George Gurdjieff leerde kennen. Hij bleef de ideeën van Gurdjieff gedurende een tiental jaren trouw. In 1954 begon hij aan zijn serie sculpturen Demeures, waarvoor hij in 1966 de Grand Prix de sculpture won van de Biënnale van Venetië. In 1964 werd hij uitgenodigd voor documenta III in de Duitse stad Kassel. Hij werd in 1968 benoemd tot hoogleraar aan de École nationale supérieure des beaux-arts in Parijs en werd in 1971 gekozen tot lid van de Académie des Beaux-Arts. De expositie Metamorphose de Dinges toonde zijn werk in het Palazzo Reale in Milaan, de Neue Nationalgalerie in Berlijn, Museum Boijmans Van Beuningen in Rotterdam en het Paleis voor Schone Kunsten in Brussel. In 1972 was hij een belangrijke gast tijdens de door Harald Szeemann voor documenta 6 georganiseerde expositie Mythologies individuelles. De complete serie Demeures was in 1984 te zien in het Centre Georges Pompidou in Parijs en in 1996 bij de Fondation de Coubertin in Saint-Rémy-lès-Chevreuse.
Van 23 juni tot 13 september 2010 werd een overzichtstentoonstelling georganiseerd door het Centre Pompidou van de werken in het bezit van het Musée national d'art moderne, aangevuld met werk van het Musée d'art moderne de la Ville de Paris en het atelier van Martin.
In het park van het Domaine du Bois Orcan in Noyal-sur-Vilaine bevindt zich het kunstcentrum L'Athanor, een museum gewijd aan Martin. In het park bevinden zich enkele sculpturen van Martin, onder andere L'Athanor, Demeure 1 en La Ruine.

## Boekelo
In Boekelo (Nederland) stond van 1968 tot 2022 een exemplaar van Martins werk Le Grand Couple. Het was door Koninklijke Nederlandse Zoutindustrie geschonken aan het dorp vanwege het vijftigjarig bestaan van het bedrijf. In 2022 bleek het grotendeels vergeten kunstwerk in particuliere handen te zijn. Het werd, na herkenning door een liefhebber, ter veiling bij Christie's te Parijs aangeboden in de verwachting dat het 150.000 euro op zou kunnen brengen.

## Werken (selectie)
- 1946/48 Le Grand Couple, Josephine Ford Sculpture Garden[4] in Detroit (Michigan), Centre George Pompidou in Parijs, Fondation Gianadda in Martigny en tot 2022 Boekelo (Enschede)
- 1948 La nuit ouvrante, Musée de Grenoble in Grenoble
- 1949 Les Passementeries, Centre George Pompidou
- 1951 Tête aux mains, Musée de Dijon in Dijon
- 1954/58 Demeure 1[5], Musée de la sculpture en plein air in Parijs
- 1960 Demeure 3, Beeldenpark van het Kröller-Müller Museum in Otterlo (brons, No. 1 van 4 - aangekocht 1966))
- 1961 Demeure 4, Collectie Stedelijk Museum (Amsterdam), sinds 1998 in het Siegerpark in Amsterdam
- 1961 Lanleff-Demeure No. 4, Nathan Manilow Sculpture Park van de Governors State University in de staat Illinois
- 19?? Demeure, Openluchtmuseum voor beeldhouwkunst Middelheim in Antwerpen
- 1962 Le Manteau, Centre George Pompidou
- 1967 Trois Personnages, Jardin des Tuileries[6] in Parijs en Fondation de Coubertin in Saint-Rémy-lès-Chevreuse
- 1967 Abécédaire, Centre Georges Pompidou
- 1968 Demeure 10[7], Parc de Bercy in Parijs
- 1969 Le Passage[8], Musée d'art moderne de la Ville de Paris in Parijs
- 1977 Le Cerbère, Musée de Lyon in Lyon
- 1979 Le Mur-Miroir, Centre Georges Pompidou
- 1983 L'Escalier, Le Musée de Valence in Valence
- 1985 Le collier de la nuit; Les Eaux souterraines du désir, Musée de Grenoble

## Fotogalerij

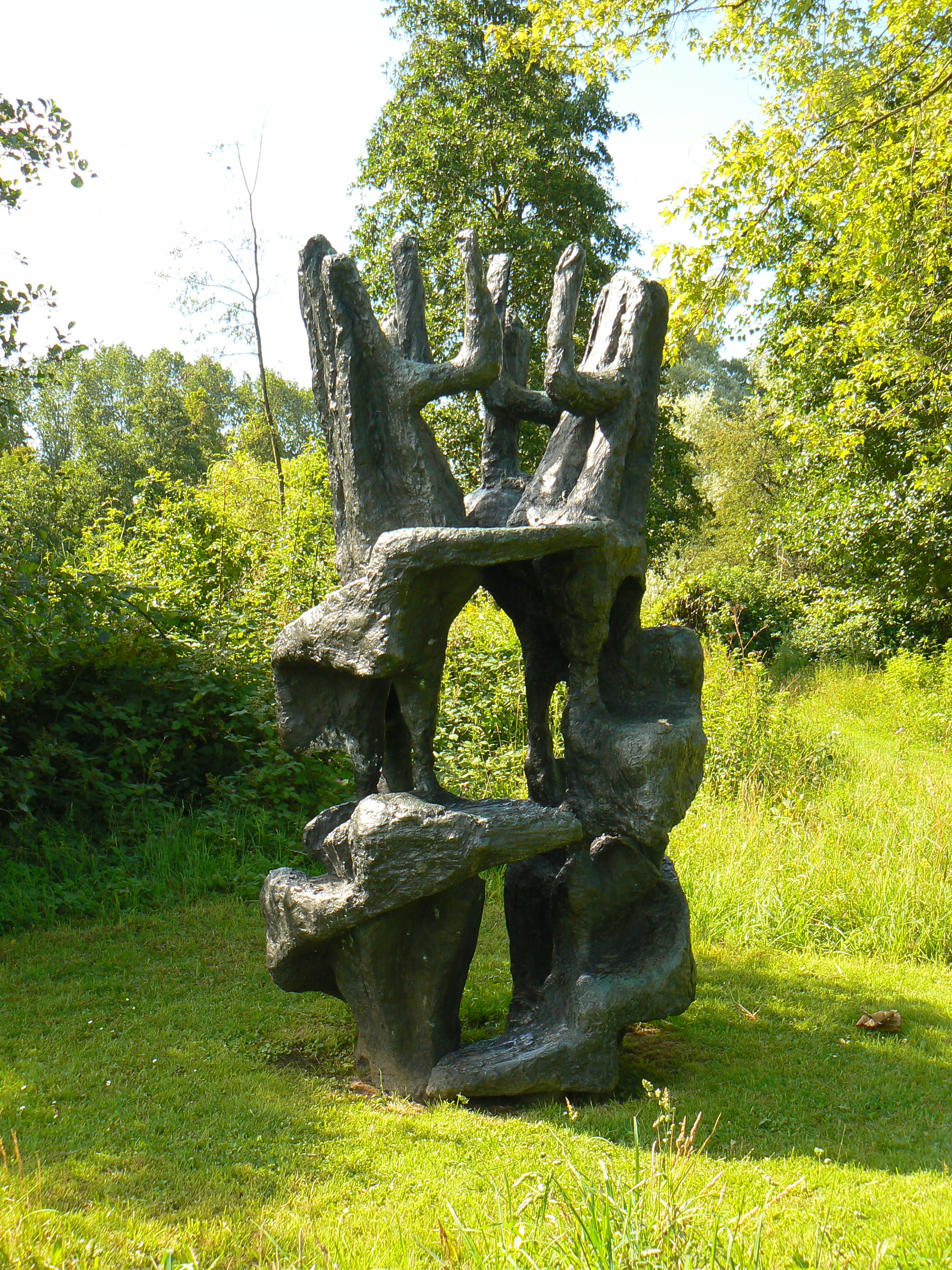
Demeure IV (1961), Siegerpark, Amsterdam
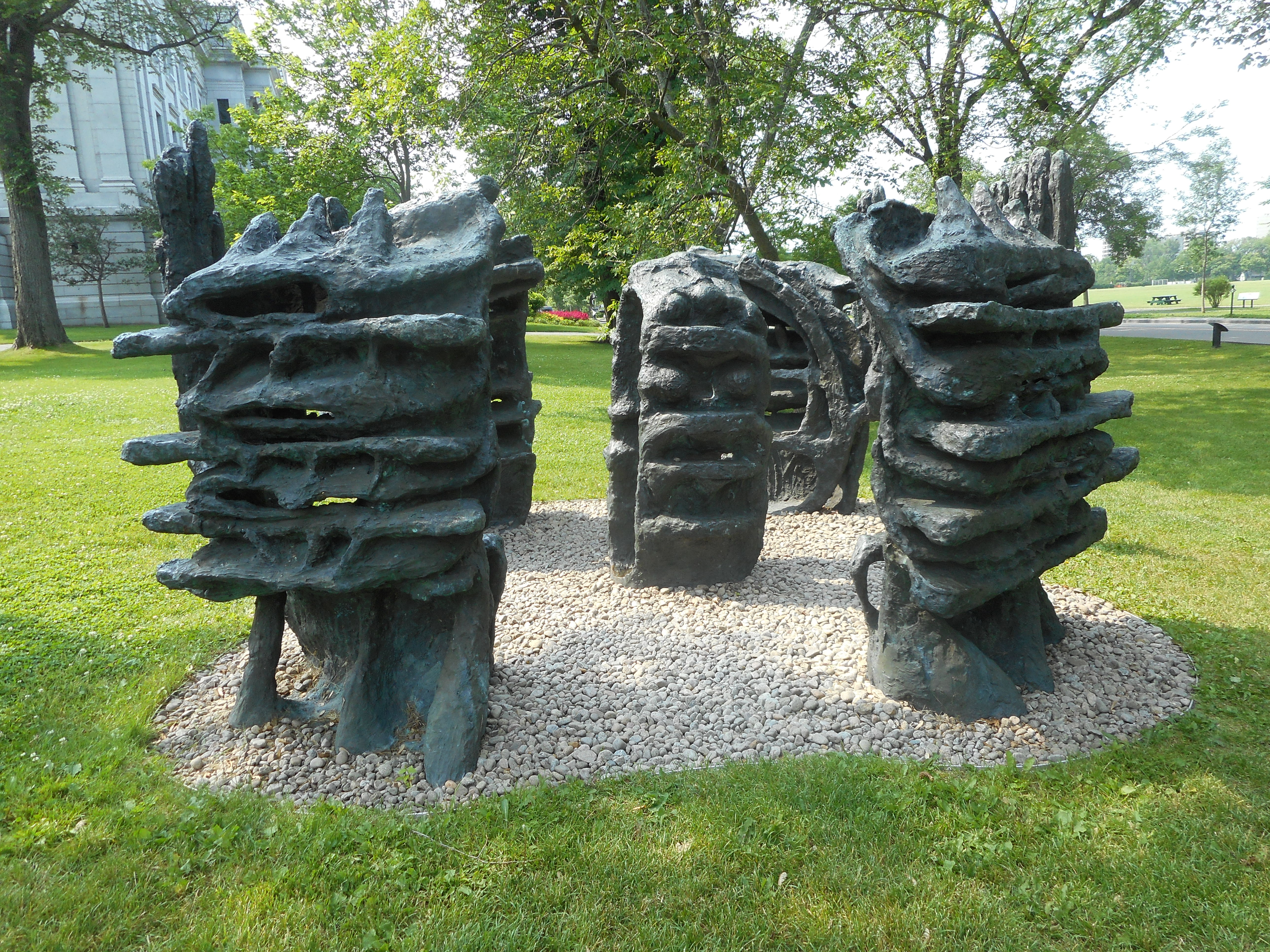
Demeure III (1960), Quebec